# Regno di Maynila
Il Regno di Maynila fu uno delle tre entità politiche che dominò l'area del fiume Pasig prima dell'arrivo dei colonizzatori spagnoli nel XVI secolo.